# Osová Bítýška
Osová Bítýška – miejscowość i gmina (obec) w Czechach, w kraju Wysoczyna, w powiecie Zdziar nad Sazawą. W 2022 roku liczyła 941 mieszkańców.